# 세인트조지진절랜드구

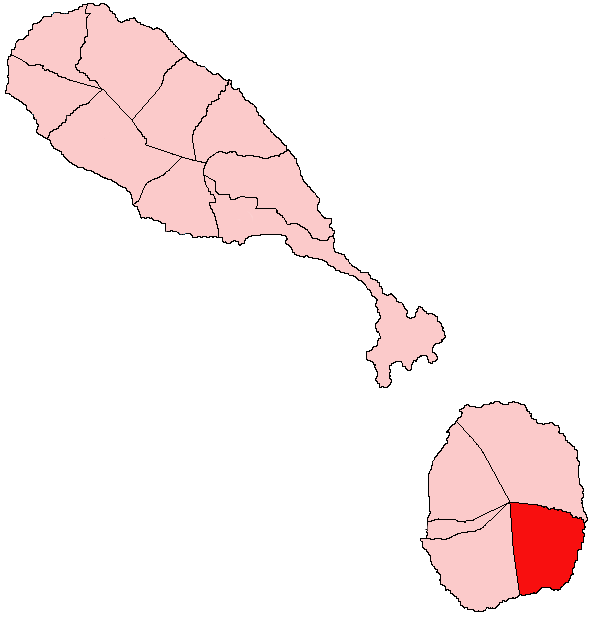
세인트조지진절랜드구의 위치

세인트조지진절랜드구(영어: Saint George Gingerland Parish)는 세인트키츠 네비스의 구로 행정 중심지는 마켓샵이며 면적은 18.11km2, 인구는 2,568명(2001년 기준), 인구 밀도는 142.67명/km2이다. 네비스섬 남동부에 위치한다.